# Клейтон Шав'єр
Клейтон Рібейру Шав'єр (порт. Cleiton Ribeiro Xavier; *23 березня 1983, Сан-Жозе-да-Тапера, Алагоас, Бразилія) — бразильський футболіст, атакувальний півзахисник.

## Біографія
Вихованець клубу Сентро Спортіво Алагоано. Виступав в декількох бразильських клубах, в останньому з них, «Палмейрасі», проявив себе одним з лідерів команди, успішно відігравши в чемпіонаті Сан-Паулу, чемпіонаті Бразилії і Копа Лібертадорес. У сезоні 2009/10, незважаючи на травму, став третім у списку найкращих гравців чемпіонату.
2003 року Клейтон Шав'єр зіграв 5 матчів за збірну Бразилії до 20 років на XIV Панамериканських іграх в Санто-Домінго, Домініканська Республіка.
2009 року отримав виклик до збірної Бразилії на матч проти Чилі, однак на поле не вийшов.
Пізніше в Серії А разом з партнером по команді Дієго Соузою Клейтон Хав'єр провів видатний сезон у складі "Палмейраса", лідируючи в змаганнях протягом 19 турів, однак "Палмейрас" посів 5-те місце через поразки в останніх матчах і не потрапив до Кубка Лібертадорес. Клейтон Хав'єр був визнаний 3-м найкращим гравцем сезону, навіть незважаючи на травму. У 2010 році Клейтон Хав'єр залишився в "Палмейрасі" і також добре розпочав рік. Він взяв участь у перших десяти голах "Палмейраса" в чемпіонаті штату Сан-Паулу. 

## Досягнення
- Срібний призер Панамериканських ігор: 2003
- Чемпіон штату Ріо-Гранде-ду-Сул — 2003, 2004
- Чемпіон штату Санта-Катарина — 2008
- Третій найкращий гравець сезону 2009—2010 Серії А Чемпіонату Бразилії.
- Володар Кубка Бразилії: 2015